# Oh Seong-ok
Oh Seong-ok (kor. 오성옥; * 10. Oktober 1972 in Daejeon) ist eine südkoreanische Handballtrainerin und ehemalige Handballspielerin.

## Karriere als Spielerin

### Verein
Oh Seong-ok spielte anfangs in ihrer Heimat auf der Korean Sport University und bei HC Chong Kun Dang, bevor sie zum japanischen Verein Hiroshima Club wechselte, mit dem sie sechs Meisterschaften gewann. Seit dem Jahr 2006 spielt sie beim österreichischen Spitzenverein Hypo Niederösterreich, mit dem sie 2007, 2008, 2009 und 2010 die Meisterschaft und den Pokal gewann. Mit Hypo stand sie 2008 im Finale der EHF Champions League, scheiterte dort jedoch an Swesda Swenigorod. Im selben Jahr wurde die Rückraumspielerin zu Österreichs „Handballerin des Jahres 2007/08“ gewählt. In der Saison 2009/10 war sie als Spielertrainerin bei Hypo Niederösterreich tätig. Im Sommer 2010 kehrte sie nach Südkorea zurück, um sich dort zur Trainerin ausbilden zu lassen.

### Nationalmannschaft
International bestritt Oh Seong-ok über 260 Partien für die südkoreanische Nationalmannschaft. Mit Südkorea gewann sie 1995 die Weltmeisterschaft.
Sie nahm an fünf Austragungen der Olympischen Spiele teil. Mit dem südkoreanischen Team gewann die Rechtshänderin bei den Spielen 1992 die Goldmedaille, bei Olympia 1996 und Olympia 2004 jeweils die Silbermedaille und bei den Spielen 2008 die Bronzemedaille. 2008 wurde sie in das Allstar-Team der Olympischen Spiele gewählt. Bei den Olympischen Spielen 2000 belegte sie mit ihrem Team Platz 4.

## Trainerin
Oh Seong-ok trainierte ab dem Jahr 2010 die japanische Mannschaft Hiroshima Maple Reds. Im Jahr 2016 wurde sie zur Trainerin der südkoreanischen Jugendnationalmannschaft berufen. Im Jahr 2021 übernahm Oh Seong-ok das Traineramt des südkoreanischen Vereins SK Sugar Gliders, welches sie ein Jahr später aus persönlichen Gründen abgab.